# Sara Ballantyne
Sara Ballantyne (14 de octubre de 1960) es una deportista estadounidense que compitió en ciclismo de montaña en la disciplina de campo a través. Ganó dos medallas en el Campeonato Mundial de Ciclismo de Montaña, plata en 1990 y bronce en 1994.

## Palmarés internacional
| Campeonato Mundial | Campeonato Mundial       | Campeonato Mundial | Campeonato Mundial |
| Año                | Lugar                    | Medalla            | Competición        |
| ------------------ | ------------------------ | ------------------ | ------------------ |
| 1990               | Durango (Estados Unidos) | Medalla de plata   | Campo a través     |
| 1994               | Vail (Estados Unidos)    | Medalla de bronce  | Campo a través     |